# Palaeopsychops marringerae
Palaeopsychops marringerae là một loài côn trùng trong họ Polystoechotidae thuộc bộ Neuroptera. Loài này được Archibald & Makarkin miêu tả năm 2006.

## Hình ảnh

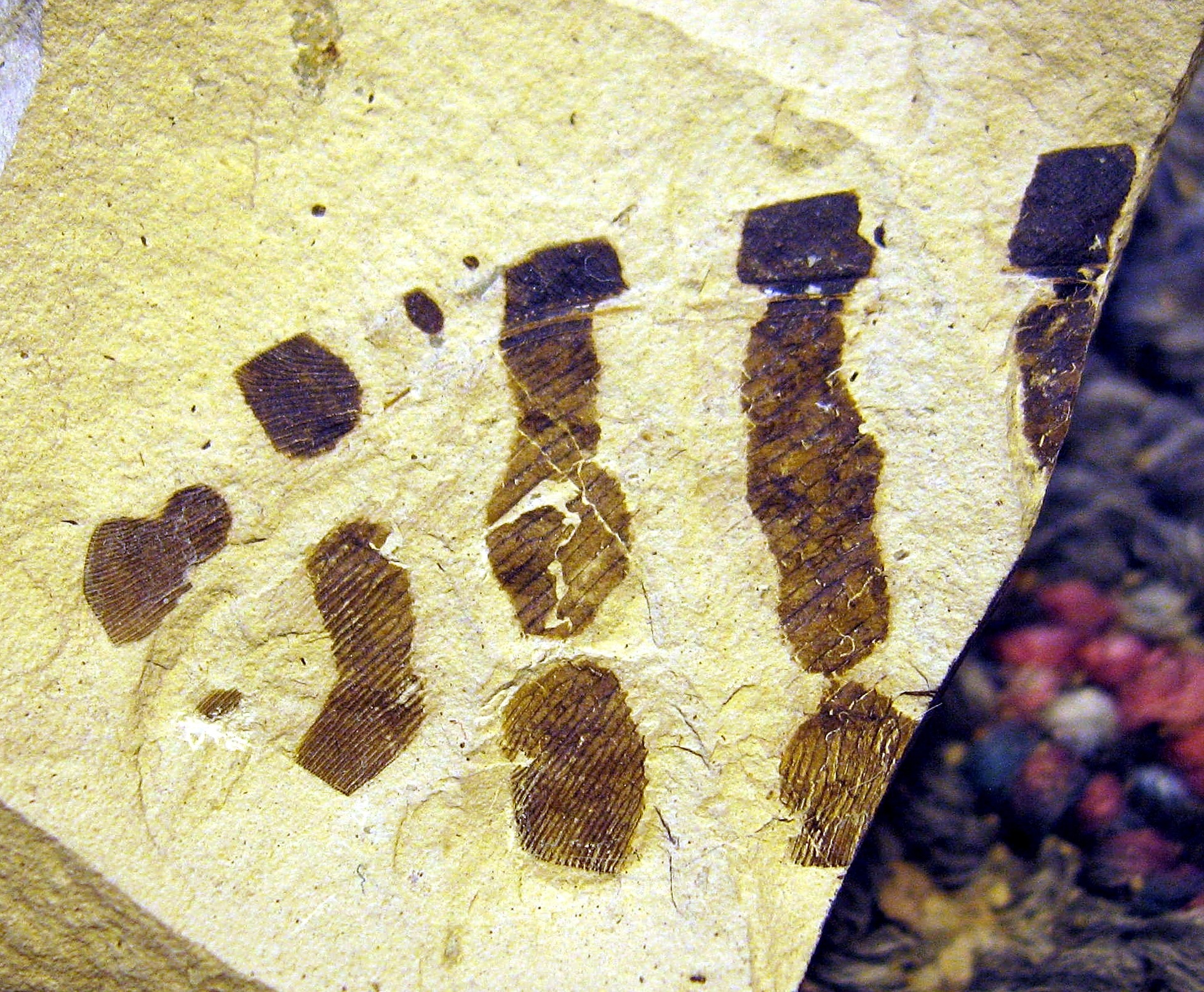